# Pacific Coast Highway (Christopher Franke)
Pacific Coast Highway è l'album di debutto da solista di Christopher Franke, pubblicato nel 1991 dalla Private Music, di proprietà dell'ex compagno nei Tangerine Dream Peter Baumann. L'album è stato poi ripubblicato dalla casa discografia di proprietà di Franke, la Sonic Images.
Il primo lavoro solista di Franke, a 3 anni dalla dipartita dai Tangerine Dream, è caratterizzato da sonorità melodiche e vicine alla new Age, genere la cui popolarità esplose in quel periodo. Il titolo deve il suo nome all'omonima strada, che fu fonte di ispirazione per Franke nella composizione dell'album.

## Tracce
Musiche di Christopher Franke.
1. Black Garden View – 4:49
2. Mountain Heights – 3:24
3. Lontano Mystery – 5:05
4. Big Sur Romance – 2:17
5. Driving Into Blue – 3:01
6. Purple Waves – 5:06
7. Malibu Avenue – 4:23
8. Cinnamon City Cliff – 3:25
9. Wheels on Beach Park – 4:49
10. Sunset Destination – 1:30
11. Crystal Tree – 4:29
12. Electric Becomes Electric – 3:40

Durata totale: 45:58

## Musicisti
- Christopher Franke - tutti gli strumenti
- Berlin Symphonic Orchestra - orchestrazioni
- Brynmor Jones - direttore d'orchestra